# Kiss Kiss Goodbye
Kiss Kiss Goodbye – singel słowackiego piosenkarza Adonxsa wydany 7 marca 2025 roku, nakładem wytwórni Warner. Kompozycja będzie reprezentować Czechy w 69. Konkursie Piosenki Eurowizji (2025).

## Tło i kompozycja
Utwór został napisany i wyprodukowany przez samego wokalistę we współpracy z Georgem Mastersem-Clarkem, Lorenzem Colvo, Ronaldem Janečekem, Adrianem Lopesem da Silvo, Ines Coulon oraz Michaela Charvátová. Piosenka porusza temat relacji romantycznych oraz powtarzających się schematów zachowań, ukazując konflikt między pragnieniem bezwarunkowej miłości a trwałym wpływem nieobecności ojca w dzieciństwie wokalisty. Piosenkarz o singlu: „To opowieść o zranionym bohaterze, który w kluczowym momencie jest gotów poświęcić się dla wielkiego postępu ludzkości, kierując się pragnieniem uleczenia bolesnej rany w sercu. Przekaz utworu pokazuje, jak miłość kształtuje nasze działania i tożsamość, ale także jak wpływa na nas jej brak”.

## Konkurs Piosenki Eurowizji
11 grudnia 2024 czeski nadawca ČT ogłosił, że na reprezentanta wybrał Adonxsa a tytuł utworu „Kiss Kiss Goodbye” został ujawniony 31 stycznia 2025. Akustyczna wersja utworu została zaprezentowana 4 lutego 2025 podczas finału maltańskich preselekcji a jego wersja studyjna została opublikowana 7 marca tego samego roku. Utwór zostanie zaprezentowany w drugim półfinale 15 maja 2025.

## Notowania
| Kraj     | Lista (2025)    | Najwyższa pozycja |
| -------- | --------------- | ----------------- |
| Litwa    | Singlų Top 100  | 92                |
| Słowacja | Rádio – Top 100 | 37                |